# آرتور باتوت

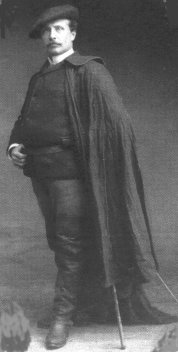
آرتور باتوت، سلف پرتره

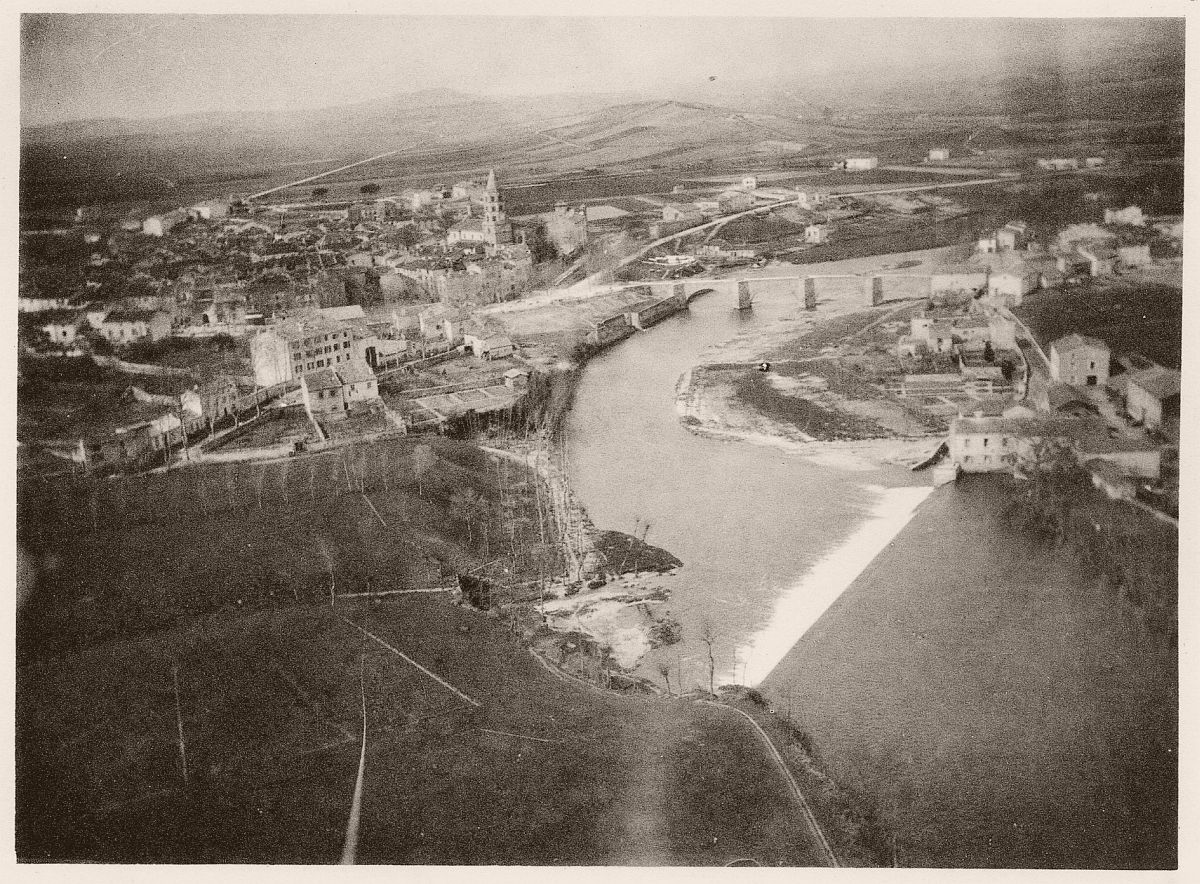
عکس هوایی از شهر لابروگویر در فرانسه ۱۸۸۹

آرتور باتوت (۹ فوریه ۱۸۴۶–۱۹ ژانویه ۱۹۱۸) عکاس فرانسوی و پیشگام عکس‌برداری هوایی بود.

## زندگی
باتوت در ۱۸۴۶ در کستر به‌دنیا آمد، او به تاریخ، باستان‌شناسی و عکاسی علاقه داشت. کتاب او در زمینه عکس‌برداری هوایی با بادبادک در سال ۱۸۹۰ ظاهر شد و شامل یک عکس هوایی بود که در سال ۱۸۸۹ از یک بادبادک بر فراز شهر لا بروگویر در فرانسه گرفته شد، جایی که بیشتر عمر خود را در آنجا سپری کرد تا اینکه در سال ۱۹۱۸ در آنجا درگذشت. او در سال ۱۸۸۷ یا ۱۸۸۸ اولین کسی بود که توانست از این روش با موفقیت استفاده کند.
در آن زمان، عکسبرداری هوایی با بادبادک کاربردهای بالقوه‌ای برای شناسایی هوایی برای کشاورزی و باستان‌شناسی داشت. اولین عکس‌های هوایی توسط نادار از بالون در سال ۱۸۵۸ گرفته شده‌است، استفاده از بادبادک‌های بدون سرنشین مزیت‌های آشکاری را در زمینه نظامی نوید می‌داد.
آرتور همچنین با الهام از فرانسیس گالتون، عکس‌های ترکیبی از پرتره‌های چند نفر روی یک صفحه تولید کرد.

## آثار
باتوت، آرتور (۱۸۸۷). عکاس، تصاویر خانوادگی و قبیله‌ای و نژادی. پاریس: گوتیه-ویلار و پسران.
باتوت، آرتور (۱۸۹۰). عکاسی از بادبادک هوایی (PDF). پاریس: اریس: گوتیه-ویلار و پسران.